# Distretto di Satu Mare
Il distretto di Satu Mare (in romeno Județul Satu Mare ) è uno dei 41 distretti della Romania, ubicato nella regione storica della Transilvania e del Partium.

## Centri principali
| Comune                  | Abitanti |
| ----------------------- | -------- |
| Satu Mare               | 113 688  |
| Carei                   | 22 611   |
| Negrești-Oaș            | 15 057   |
| Tășnad                  | 9 479    |
| Turț                    | 7 530    |
| Bixad                   | 7 486    |
| Medieșu Aurit           | 7 252    |
| Livada                  | 7 026    |
| Ardud                   | 6 825    |
| Orașu Nou               | 6 821    |
| Dati del 1º luglio 2007 |          |

## Struttura del distretto
Il distretto è composto da 2 municipi, 4 città e 58 comuni.

### Municipi
- Satu Mare
- Carei

### Città
- Ardud
- Livada
- Negrești-Oaș
- Tășnad

### Comuni
- Acâș
- Agriș
- Andrid
- Apa
- Bătarci
- Bârsău
- Beltiug
- Berveni
- Bixad
- Bogdand
- Botiz
- Călinești-Oaș

- Cămărzana
- Cămin
- Căpleni
- Căuaș
- Cehal
- Certeze
- Ciumești
- Craidorolț
- Crucișor
- Culciu
- Doba
- Dorolț

- Foieni
- Gherța Mică
- Halmeu
- Hodod
- Homoroade
- Lazuri
- Medieșu Aurit
- Micula
- Moftin
- Odoreu
- Orașu Nou
- Păulești

- Petrești
- Pir
- Pișcolt
- Pomi
- Porumbești
- Sanislău
- Santău
- Săcășeni
- Săuca
- Socond
- Supur

- Tarna Mare
- Târșolț
- Terebești
- Tiream
- Turț
- Turulung
- Urziceni
- Valea Vinului
- Vama
- Vetiș
- Viile Satu Mare